# Don't Forget the Lyrics!
Don’t Forget the Lyrics! est un jeu télévisé américain animé par Wayne Brady qui a été diffusé sur FOX du 11 juillet 2007 au 24 mars 2011.

## Adaptations
Le concept de ce jeu télévisé a été adapté en France par Nagui sous le nom de N'oubliez pas les paroles !, où il est encore diffusé.
Il a aussi été adapté au Québec sous le nom de On connaît la chanson !.
L'émission est également adaptée au Portugal sous le nom de Não te esqueças da letra !.